# Placetas
Placetas es una ciudad y municipio de Cuba ubicado en la zona central de la isla, perteneciente a la Provincia de Villa Clara. Es conocida como "La Villa de los Laureles" por sus laureles silvestres. Su casco urbano es atravesado por Carretera Central que pasa a un costado del parque central "Rafael Casallas Monteagudo", razón por la cual sirve de parada a los viajeros hacia la costa norte de la provincia.

## Historia
Fundada el 9 de septiembre de 1861 debido al auge de los ingenios azucareros. La principal contribución a su fundación provino del español José Martínez-Fortún y Erles, marqués de Placetas y coronel de caballería, dueño del Ingenio San Andrés.
Por su ubicación estratégica en el centro de la isla y paso obligado entre el occidente y el oriente, durante la Guerra de los Diez Años (1868-1878) el gobierno español construyó un fuerte en ese lugar. Alrededor del fuerte se radicaron vecinos de la zona y también pobladores de Guaracabulla cuando este poblado fue destruido en 1869 por las tropas mambisas.
Simultáneamente, el dueño del ingenio San Andrés, aprovechó esas circunstancias para organizar la población y encomendar las tareas de agrimensura para fundar la ciudad.
Debido a su crecimiento poblacional y desarrollo económico el 1 de enero de 1879 se constituye como municipio, siendo declarada villa en 1881 y ciudad en 1925.
Hasta 1990 fue conocida por sus carnavales que tenían lugar en julio de cada año y donde cada barrio mostraba su orgullo comunal.
En la tercera semana de diciembre se realiza la "Jornada de la Cultura Placeteña".
Hasta 1977, el municipio se dividía así: Cabecera (casco urbano de Placetas propiamente dicho), Guaracabulla o Guaracabuya, Hernando, Nazareno, San Andrés, Sitio Potrero y Tibisial.

## Geografía
Placetas se encuentra al suroeste de la provincia de Villa Clara, junto a los límites con la provincia de Sancti Spíritus. Sus límites municipales son: 
- Remedios (al noreste).
- Manicaragua, al sur.
- Cabaiguán y Fomento (al este).
- Santa Clara y Camajuaní (al oeste).

El río Zaza, discurre desde las afueras de la ciudad hasta el mar (desembocando en Tunas de Zaza Sancti Spíritus), actualmente un área de preservación ambiental.
Su territorio comprende los pueblos de Báez, Benito Juárez, Carbó Serviá, Falcón, Falero, Guaracabulla, Hermanos Ameijeiras, Manzanares, Máximo, Miller, Nazareno, Oliver y Suazo.
Un pueblo cercano es Zulueta perteneciente a Remedios.

## Economía
La industria azucarera constituía hasta hace pocos años la principal actividad de la región, hoy en día ya no hay producción azucarera en Placetas y la principal actividad económica es el cultivo del tabaco y la manufactura de puros.

## Sitios de interés histórico y cultural
La mayoría de las estructuras del centro de la ciudad se construyeron antes de 1959. Entre los principales lugares de interés histórico y cultural están los siguientes:
- Iglesia parroquial de San Atanasio, santo patrón de Placetas.
- Fortín o Fuerte de San Andrés, enclave militar español y punto irradiador de la contrainsurgencia contra las fuerzas cubanas en armas.[3]
- Casa de la Cultura Municipal "Gonzálo Castañón Gusdiño" (sede de la antigua Sociedad El Liceo) es un edificio restaurado entre 2018 y 2020.[4]
- Biblioteca Municipal "Mimí Fortún", en honor a Emilia Martínez Fortún y Wilson, maestra y pedagoga que fundó una escuela para niñas.
- Cine Teatro "Caridad".
- Parque Central "Rafael Casallas Monteagudo", antigua Plaza de Armas Alfonso XII (c. 1880).

En el parque central existen las siguientes tarjas y monumentos:
- Obelisco al coronel Rafael Casallas Monteagudo, monumento de mármol que representa una columna truncada, fue inaugurado el 23 de junio de 1913.
- Busto del coronel Alberto Rojas Espinosa, construido en mármol en honor a este insigne patriota de la guerra de 1895.
- Busto del coronel Severino García García.
- Rincón de las madres, monumento de hormigón en homenaje a las madres construido el 14 de mayo de 1950 a iniciativa de la Logia Filadelfia 73 Orden Caballeros de la Luz.
- Monumento a la liberación de Placetas, situado frente al Hotel Las Tullerías, hecho en mármol verde con letras de bronce al igual que una efigie del Che en el centro de forma circular. Obra del escultor José Delarra, el cual quiso simbolizar las montañas del Escambray.

## Placeteños relevantes
Consuelo Portela Audet (La Chelito: 1885-1959). Llegó a ser una de las más afamadas cupletistas del teatro madrileño.
Emilio Mola Vidal (1887-1937). Militar español. Tuvo un destacado desempeño en la dictadura de Primo de Rivera. Se le bautizó como "director" del golpe de estado de 1936 que dio paso a la Guerra Civil.
Gonzalo Castañón Gusdiño (1898-1977). Bibliófilo y escritor. 
Pucho López (Víctor López Jorrín:1956-2012). Pianista, compositor, arreglista, director y productor discográfico. Autor de música para cine, televisión y ballet.
Miguel Díaz-Canel Bermúdez (1960-). Político. Presidente de Cuba desde 2018.
Pedro Llanes Delgado (1962-). Poeta y ensayista. Autor, entre otros, del extenso poema Diario del ángel, una catarsis sobre los lazos entre la cultura, el mito y la existencia. 
Rogelio Riverón (1964-). Narrador, poeta, crítico, editor y periodista. Merecedor del Premio Alejo Carpentier, del Instituto Cubano del Libro, así como del Premio Iberoamericano de Cuento Julio Cortázar y del Ítalo Calvino de novela.
Vladimir Cruz (1965-). Actor, guionista y director. En su filmografía destacan Fresa y chocolate, la connotada película de Tomás Gutiérrez Alea nominada al premio Oscar en 1993, así como Lista de espera (2000), de Juan Carlos Tabío y Che (2007), de Steven Soderbergh.
Eduardo Antonio (1969-). Conocido como El Divo de Placetas. Cantante, compositor, actor y productor.
Aliecer Urrutia (1974-). Impuso récord del mundo en triple salto en pista cubierta, en 1997. Subcampeón mundial en su especialidad.